# Ордисиа (регбийный клуб)
Ордисиа  (баск. Ordizia Rugby Elkartea) — испанский регбийный клуб, выступающий в чемпионате Дивисьон де Онор. Клуб располагается в Вильяфранка-де-Ордисия и был основан в 1973 году.

## История
Клуб был основан в 1973 году и до 2005 года выступал в региональных дивизионах. В сезоне 2004—2005 команда заняла первое место в Дивисьон де Онор Б и получила право играть в высшем дивизионе испанского регби — Дивисьон де Онор. В последующих сезонах клуб ни разу не опустился ниже седьмого места, в 2011 и 2012 годах заняв второе место. В сезонах 2011—2012 и 2012—2013 стал обладателем Национального кубка Испании или Копа дель Рей.

## Достижения
- Дивисьон де Онор Б
  - Победитель: 2005
- Копа дель Рей
  - Победитель: 2012, 2013

## Известные игроки
- / Кава Леаума